# 헬로트로트
《헬로트로트》은 MBN에서 2021년 11월 9일부터 2022년 2월 22일까지 방송된 트로트 오디션 프로그램이다.

## 기획 의도
K-트로트 세계화를 위한 초대형 글로벌 프로젝트

## 방송 일정
| 방송 채널 | 방송 기간                         | 방송 시간               | 비고 |
| --------- | --------------------------------- | ----------------------- | ---- |
| MBN       | 2021년 11월 9일 ~ 2022년 2월 22일 | 매주 화요일 밤 9시 40분 |      |

## 진행자
- 배성재
- 이덕화
- 조정민

## 심사위원
- 설운도
- 인순이
- 전영록
- 김수희
- 정훈희
- 박상민
- 금잔디
- 진시몬
- 조장혁
- 우연이

## 참가자
다음과 같이 참가자 이름 순서로 정한다.
| 번호 | 이름 | 출생 | 나이 (2021년 기준) | 본선1라운드 | 본선2라운드 | 본선3라운드 | 준결승전 | 결승전 | 비고 |
| ---- | ---- | ---- | ------------------ | ----------- | ----------- | ----------- | -------- | ------ | ---- |

강설민
장혜리(걸스데이 전 멤버) - 1992년 3월 13일생
조준
이시현 - 1987년 3월 4일생
강신비 - 2010년생
조경림 - 2010년생
곽하진
오경진
김수빈 - 2009년생
신민철 - 1980년 2월 5일생
하동근 - 1991년 4월 1일생
김유라 - 1991년 10월 18일생(스타뮤직컴퍼니)
정다한 - 1992년 12월 16일생
강소리 - 1985년 8월 23일(윈원엔터테인먼트)
김경민
임지안 - 1987년생
김나윤
송별이 - 2004년 3월 4일생
수진
나상도 - 1985년 12월 19일생
김현민 - 1980년 1월 28일생
천가연 - 1982년 10월 17일생
강유빈
시아(핑크판타지) - 1993년 8월 21일생
삼총사(그룹)
- 박경우(1985.07.27)
- 지영일(1987.09.29)
- 강대웅(1987.06.24)

라일라이(그룹)
후니용이
이금혁(세인트반) - 1991년 12월 22일생
김현경
마이진 (1986년) - 1986년 12월 28일생
김추리 - 1990년생
메아리 - 1996년 11월 4일생
지원이 - 1981년 6월 28일생
주찬
오주주
장서영 - 1989년 9월 26일생
박경민
금윤아 - 1986년 1월 23일생

## 최종 순위
- 같은 라운드에서 탈락한 참가자의 경우 탈락한 라운드에서의 순위가 높은 순서대로 기록.

| 순위        | 이름                        | 예명                    | 소속사                                                  | 소속그룹                                         |
| ----------- | --------------------------- | ----------------------- | ------------------------------------------------------- | ------------------------------------------------ |
| 1위         | 오서길                      | 오주주                  |                                                         | K4                                               |
| 2위         | 강설민                      |                         |                                                         |                                                  |
| 3위         | 조준                        |                         | 서울아트랩                                              | 위로 프로젝트, K4                                |
| 4위         | 이지인                      | 장혜리, 前지인          | 빅대디, 前HMI, 前드림티                                 | 前비밥, 前걸스데이                               |
| 5위         | 김서영                      | 장서영                  | 54                                                      |                                                  |
| 6위         | 김분금                      | 풍금                    | 토탈셋                                                  |                                                  |
| 7위         | 김현민                      |                         | 소리잔보컬학원                                          | K4                                               |
| 8위         | 함지원, 前함수경            | 지원이, 前지원          | 前JADE                                                  | 前오로라                                         |
| 9위         | 이소나                      |                         | 소풍                                                    |                                                  |
| 10위        | 강은영                      | 시아                    | 마이돌, 前위닝인사이트                                  | 핑크판타지, 핑크판타지SHY, 前피기돌스            |
| 11위        | 송별                        | 송별이, 금별이          | 루체, 前ST                                              | 더하기                                           |
| Top20(12위) | 천가연                      | 前가연                  | 배드보스                                                | 소울 하모니, 前클럽소울                          |
| Top20(13위) | 김유나                      | 금윤아                  |                                                         |                                                  |
| Top20(14위) | 김성철                      | 나상도                  | JJ, 前db                                                | 성국이와 상도                                    |
| Top20(15위) | 김유라                      | 前유라                  | 스타뮤직, 前KDH, 前JM                                   |                                                  |
| Top20(16위) | 봉두리                      | 두리                    | 프로비트                                                | 지비비, 비너스                                   |
| Top20(17위) | 김명섭 (신사)               |                         |                                                         | 신사                                             |
| Top20(17위) | 손대희 (신사)               |                         |                                                         | 신사                                             |
| Top20(18위) | 신민철                      |                         | 8ball, 前Planet 905, 前투스텝, 前모닝스타               | 투맥스, 前티맥스, 前B.O.K                        |
| Top20(19위) | 강유빈                      | 라이브유빈              | 락킨코리아                                              | 前새벽달                                         |
| Top20(20위) | 장송호                      |                         | 띵크어바웃, 前앤유아트볼륨                              |                                                  |
| Top30(21위) | 박소연                      | 나비드, 前소연          | 포나코리아                                              | 나비드                                           |
| Top30(22위) | 김화진                      | 마이진                  | DB                                                      | 영텐                                             |
| Top30(23위) | 박필립                      | 류필립                  | PA, 前스타제국                                          | K4, Tri:al, 前소리얼                             |
| Top30(24위) | 송유진                      |                         | 사운드바이트, 前트윈스                                  | 에이지                                           |
| Top30(25위) | 강대웅 (삼총사)             |                         | 토탈셋, 박라인                                          | 삼총사                                           |
| Top30(25위) | 박경우 (삼총사)             |                         | 토탈셋, 박라인                                          | 삼총사                                           |
| Top30(25위) | 지영일 (삼총사)             |                         | 토탈셋, 박라인, 前모아이, 前가온                        | 삼총사, 노티스, 前유보이즈                       |
| Top30(26위) | 김수진                      | 수진                    | MOT                                                     | 팍스차일드                                       |
| Top30(27위) | 박현정                      | 하은                    | CNV                                                     | 레이디티                                         |
| Top30(28위) | 이지혜                      | 前지혜                  | 파웨스트                                                | 블러시                                           |
| Top30(29위) | 권민정                      | 前민정                  | 티에스엠, 前덕인                                        | 前오로라                                         |
| Top30(30위) | 하유비                      |                         | 제이지스타                                              | JG PROJECT                                       |
| Top42(31위) | 송해준                      |                         | 스펙트럼                                                |                                                  |
| Top42(32위) | 주찬                        |                         |                                                         |                                                  |
| Top42(33위) | 이예준                      | 강태풍                  | 프린스, KMB                                             |                                                  |
| Top42(34위) | 김추리                      |                         | 아크라엠앤씨, 엠브로스                                  | 지천태                                           |
| Top42(35위) | 서정은                      |                         |                                                         |                                                  |
| Top42(36위) | 최명훈 (후니용이)           | 후니, 前윤익            | 빛이나는, 레드캥거루, 생각, 前맥스타운                  | 후니용이, 前기역                                 |
| Top42(36위) | 김민재 (후니용이), 前김병용 | 용이                    | 빛이나는, 레드캥거루, 생각, 前맥스타운                  | 후니용이                                         |
| Top42(37위) | 이지수                      | 메아리                  | 예찬                                                    |                                                  |
| Top42(38위) | 조소연                      |                         |                                                         |                                                  |
| Top42(39위) | 유수현 (미니마니)           | 前수아, 前수현          | CMG초록별, 前하이스타, 前플레이뮤직, 前N.A.P., 前브로스 | 미니마니, 前왈와리, 前플래쉬, 前메이퀸, 前딜라잇 |
| Top42(39위) | 한수영 (미니마니)           | 한송이                  | CMG초록별                                               | 미니마니                                         |
| Top42(39위) | 최린 (미니마니)             |                         | CMG초록별                                               | 미니마니                                         |
| Top42(40위) | 장세령                      |                         |                                                         |                                                  |
| Top42(41위) | 김재혁                      |                         | 드림오브베스트                                          |                                                  |
| Top42(41위) | 하동근                      |                         | 유니콘비세븐                                            |                                                  |
| Top60(43위) | 김정호                      |                         | 징코리아, 광령기획                                      | 영과영                                           |
| Top60(43위) | 방수정                      |                         |                                                         |                                                  |
| Top60(43위) | 이금혁                      | 세인트 반               | A TEAM                                                  | VAV                                              |
| Top60(46위) | 김나윤                      | 하은섬                  | 생각, 연극배우협회                                      | 희원극단, 비지트, 히원츠, 이모와 조카즈          |
| Top60(46위) | 이시현                      |                         |                                                         |                                                  |
| Top60(46위) | 이지나                      |                         |                                                         |                                                  |
| Top60(46위) | 탁애경                      |                         | 이음                                                    |                                                  |
| Top60(50위) | 오지예                      | 강소리                  | 윈원                                                    |                                                  |
| Top60(50위) | 강수련                      |                         |                                                         |                                                  |
| Top60(50위) | 김수빈                      |                         |                                                         |                                                  |
| Top60(50위) | 양지원                      |                         |                                                         |                                                  |
| Top60(50위) | 최우진                      | 前우진                  | 스타뮤직                                                |                                                  |
| Top60(55위) | 신미경                      | 신수아                  | 씨원, 한양대 미래인재교육원                             | 前서울패밀리                                     |
| Top60(55위) | 임지안                      |                         |                                                         |                                                  |
| Top60(55위) | 장동열 (천하무쌍)           |                         |                                                         | 천하무쌍                                         |
| Top60(55위) | 정해은 (천하무쌍)           |                         | 前한국민속촌                                            | 천하무쌍, 극단 여행자                            |
| Top60(55위) | 이소량                      | 하이량                  | 티보트                                                  |                                                  |
| Top60(55위) | 민가빈, 前민혜영            | 한가빈, 前민하리        | 마이클                                                  | 2남1녀                                           |
| Top60(55위) | 한규미                      |                         |                                                         |                                                  |
| Top77(61위) | 박경민                      |                         |                                                         |                                                  |
| Top77(61위) | 정연수                      | 이솔                    | 바바플레이                                              | 前러스티                                         |
| Top77(63위) | 홍정민 (브라보)             | 홍예나                  | 내일                                                    | 브라보                                           |
| Top77(63위) | 은표 (브라보)               |                         | 내일                                                    | 브라보                                           |
| Top77(63위) | 조은별 (브라보)             | 이비, 前은별            | 내일, 前싸이더스HQ                                      | 브라보, 前LUV                                    |
| Top77(63위) | 김지현                      | 예이나, 前지현, 前지현C | 엑센캠퍼스                                              |                                                  |
| Top77(63위) | 오예중                      |                         | 쿤                                                      |                                                  |
| Top77(63위) | 우현정                      |                         | 글로벌MCN                                               |                                                  |
| Top77(67위) | 김태욱                      |                         | 광령기획, 징코리아                                      | 영텐                                             |
| Top77(67위) | 강동혜                      | 요들누나                |                                                         | 한국어린이요들합창단                             |
| Top77(67위) | 최성빈, 前최윤하            | 성빈                    | 유니콘비세븐                                            |                                                  |
| Top77(67위) | 양한나                      | 고고양                  | 웰스                                                    |                                                  |
| Top77(67위) | 김유미                      | 유미                    | 라우                                                    |                                                  |
| Top77(72위) | 김현경                      |                         |                                                         |                                                  |
| Top77(72위) | 서민지 (라일라이)           | 민지                    |                                                         | 前라일라이                                       |
| Top77(72위) | 이채윤 (라일라이)           | 채유니, 現 채윤         |                                                         | 라일라이                                         |
| Top77(72위) | 석화수 (라일라이)           | 화수                    |                                                         | 라일라이                                         |
| Top77(72위) | 이예은 (라일라이)           | 은하예은                |                                                         | 라일라이                                         |
| Top77(72위) | 손상미                      |                         |                                                         |                                                  |
| Top77(72위) | 홍경수 (솔로르)             |                         |                                                         | 솔로르                                           |
| Top77(72위) | ? (솔로르)                  |                         |                                                         | 솔로르                                           |
| Top77(72위) | 유에스더                    |                         |                                                         |                                                  |
| Top77(72위) | 조영구                      |                         | 영구크린                                                |                                                  |

## 에피소드 목록

### 1라운드: 팀 지명전
- 강설민 - 별빛 같은 나의 사랑아(임영웅)
  - 정훈희 O
- 장혜리 - 환희(정수라)
  - 정훈희, 김수희 O
- 조준 - 저 꽃 속에 찬란한 빛이(박경희)
  - 전영록 O
- 이시현 - 낭만에 대하여(최백호)
  - 전영록, 인순이, 정훈희 O
- 강신비 - 단장의 미아리 고개(이해연)
- 조경림 - 누가 울어(배호)
- 곽화진 - 훨훨훨(김용임)
- 오경진 - 한 많은 대동강(손인호)
- 김수빈 - 아이 좋아라(이혜리)
  - 전영록, 설운도 O
- 신민철 - 애모(김수희)
  - 전영록, 김수희 O
- 하동근 - 님이여(정의송)
  - 전영록 H
- 김유라 - 회룡포(강민주)
  - 전영록, 인순이, 김수희, 설운도 O
- 정다한 - 물레방아 도는데(나훈아)
  - 설운도 O
- 강소라 - 노란 샤쓰 입은 사나이(한명숙)
  - 전영록, 설운도 O
- 김경민 - 안돼요 안돼(김상배)
  - 인순이, 정훈희, 설운도 O
- 임지안 - 라일락이 질 때(이선희)
  - 전영록 O
- 김나윤 - 일어나(김유나)
  - 인순이, 설운도 O
- 송별이 - 삼백리 한려수도(이미자)
  - 인순이, 설운도 O
- 수진 - 신사랑 고개(금잔디)
  - 전영록, 인순이, 정훈희, 김수희, 설운도 O
- 나상도 - 사랑반 눈물반(진해성)
  - 인순이, 설운도 O
- 김현민 - 그 겨울의 찻집(조용필)
  - 인순이, 정훈희, 김수희 O
- 천가연 - 무인도(정훈희)
  - 인순이, 김수희 O
- 강유빈 - 니가 왜 거기서 나와(영탁)
  - 김수희 O
- 시아 - 립스틱 짙게 바르고(임주리)
  - 김수희 O
- 삼총사 - 나무꾼(박구윤)
  - 김수희 O
- 라일라이 - 첫차(서울 시스터즈)
  - 김수희 O
- 후니용이 - 정말로(현숙)
  - 김수희 O
- 이금혁 - 영영(나훈아)
  - 김수희 O
- 김현경 - 약속(장윤정)
- 마이진 - 무슨 사랑(유지나)
  - 인순이, 설운도 O
- 김추리 - 여인의 눈물(주현미)
  - 전영록, 인순이, 정훈희, 김수희, 설운도 O
- 메아리 - 쓰리랑(유지나)
  - 정훈희 H
- 지원이 - 망부석(김태곤)
  - 정훈희 H
- 주찬 - 누가 울어(배호)
  - 전영록, 정훈희 O
- 오주주 - 귀거래사(김신우)
  - 인순이 H
- 장서영 - 빗물(채은옥)
  - 정훈희 O
- 박경민 - 해후(최성수)
  - 전영록 H
- 금윤아 - 고운님 옷소매에(이미자)
  - 전영록 O

## 시청률
최저 시청률과 최고 시청률은 시청률 조사회사와 지역별로 시청률에 차이가 있을 수 있습니다.

## 동일 소재 프로그램

### 서바이벌 오디션
- 슈퍼스타K 시리즈 (Mnet)
- 스타 오디션 위대한 탄생 시리즈 (MBC 예능본부 제작)
- K팝스타 시리즈 (SBS 예능본부 제작)
- Show Me The Money 시리즈 (Mnet)
- 슈퍼스타 서바이벌 (2006, SBS 예능본부 제작)
- PRODUCE 101 (2016, Mnet)
- PRODUCE 101 시즌 2 (2017, Mnet)
- PRODUCE 48 (2018, Mnet)
- PRODUCE X 101 (2019, Mnet)
- 소년24 (2016, Mnet)
- 아이돌학교 (2017, Mnet)
- 아이돌 리부팅 프로젝트 더 유닛 (2017, KBS 예능본부 제작)
- 믹스나인 (2017, JTBC)
- 언더나인틴 (2018, MBC 예능본부 제작)
- 슈퍼밴드 (2019, JTBC)
- 보이스퀸 (2019, MBN)
- 내일은 미스트롯 (2019, TV조선 예능본부 제작)
- 내일은 미스트롯 2 (2020, TV조선 예능본부 제작)
- 내일은 미스터트롯 (2020, TV조선 예능본부 제작)
- 트롯신이 떴다 (2020, SBS 예능본부 제작)
- 트로트퀸 (2020, MBN)
- I-LAND (2020, Mnet)
- 트로트의 민족 (2020, MBC 예능본부 제작)
- 트롯 전국체전 (2020, KBS 예능본부 제작)

### 트로트 소재 예능
- 트로트 엑스 (2014, Mnet)
- 놀면 뭐하니? - 뽕포유 (2019, MBC 예능본부)
- 나는 트로트 가수다 (2020, MBC 에브리원)
- 트롯신이 떴다 (2020, SBS 예능본부 제작)
- 보이스 트롯 (2020, MBN)
- 보이스킹 (2021, MBN)

## 같이 보기
- 라스트 싱어
- 보이스 트롯 (2020년 하반기)
- 내일은 미스터트롯
- 보이스퀸
- 미스터트롯 시즌3
- 내일은 미스터트롯3